# 小林啓次郎
小林 啓次郎（こばやし けいじろう、1924年（大正13年）2月6日 - 2014年（平成26年）3月31日）は日本の実業家、元ダイヘン社長。大阪府出身。

## 略歴
- 1924年（大正13年） - 愛三の二男として生まれる。
- 1947年（昭和22年） - 大阪大学電気工学科卒業、大阪変圧器（現・ダイヘン）入社。
- 1962年（昭和37年） - 同社代表取締役就任。
- 1969年（昭和44年） - 同社代表取締役常務就任。
- 1975年（昭和50年） - 同社代表取締役専務就任。
- 1976年（昭和51年） - 同社代表取締役副社長就任。
- 1977年（昭和52年） - 同社代表取締役社長就任。
- 2014年（平成26年）3月31日午後5時40分 - 肺炎のため大阪市北区の病院で死去。90歳没[1]。
- その他、九州変圧器・阪神溶接機材各取締役、日本電機工業会・大阪工業会・関西経営者協会各理事などを歴任した。

## 参考
- 交詢社 第69版 『日本紳士録』 1986年